# Ăn mật lưỡi liềm
Ăn mật lưỡi liềm, tên khoa học Phylidonyris pyrrhopterus, là một loài chim trong họ Meliphagidae, bản địa vùng đông nam Úc. Nó là thành viên chi Phylidonyris, họ hàng gần nhất của nó là ăn mật New Holland (P. novaehollandiae) và ăn mật má trắng (P. niger). Hai phân loài được công nhận, vo81i P. p. halmaturinus phân bố hạn chế ở đảo Kangaroo và vùng Mount Lofty ở Nam Úc.

## Phân loài
Ăn mật lưỡi liềm ban đầu được mô tả bởi nhà điểu học John Latham năm 1801 với tên Certhia pyrrhoptera, vì Latham cho rằng nó là một loài đuôi cứng của chi Certhia. Loài này sau đó được tái danh Certhia australasiana bởi George Shaw năm 1812, Melithreptus melanoleucus bởi Louis Jean Pierre Vieillot năm 1817, và Meliphaga inornata bởi John Gould năm 1838. Tên chi (Phylidonyris) xuất phát từ phylidonyre trong tiếng Pháp. Tên loài (pyrrhopterus) có nguồn gốc từ tiếng Hy Lạp, pyrrhos có nghĩa là "lửa", và pteron có nghĩa là "cánh". Hai phân loài được công nhận, phân loài danh định P. p. pyrrhopterus sống ở hầu hết khu vực phân bố của loài này, và phân loài P. p. halmaturinus bị giới hạn tại đảo Kangaroo và vùng Mount Lofty.
Nghiên cứu cho thấy họ hàng gần của ăn mật lưỡi liềm là ăn mật New Holland và ăn mật má trắng, cả ba tạo nên chi Phylidonyris.